# Домики и колодцы
Задача о трёх домиках и трёх колодцах — классическая математическая головоломка: проложить от каждого из трёх колодцев к каждому из трёх домиков непересекающиеся тропинки. Формулировка задачи приписывается Эйлеру. В современной литературе иногда встречается в следующей форме: возможно ли к каждому из трёх домиков проложить без пересечений на плоскости трубы (рукава) от трёх источников — электроснабжения, газоснабжения и водоснабжения («вода, газ, электричество»).
Головоломка не имеет решения: топологическая теория графов, изучающая вложение графов в поверхности, даёт отрицательный ответ на вопрос о возможности изобразить соответствующий граф на плоскости без пересечений рёбер.
Полный двудольный граф {\displaystyle K_{3,3}}, представляющий задачу, называют «домики и колодцы», «коммунальный граф» (англ. utility graph), граф Томсена.

## Формализация

Граф

В терминах теории графов задача сводится к вопросу о планарности полного двудольного графа {\displaystyle K_{3,3}}. Этот граф эквивалентен циркулянтному графу {\displaystyle Ci_{6}(1,3)}. Казимир Куратовский в 1930 году доказал, что {\displaystyle K_{3,3}} непланарен, а потому задача не имеет решения.
Одно из доказательств невозможности найти плоское вложение {\displaystyle K_{3,3}} использует разбор случаев, привлекая теорему Жордана, рассматриваются различные возможности расположения вершин по отношению к циклам длины 4 и показывается, что они несовместимы с требованием планарности. Также можно показать, что для любого двудольного планарного графа без мостов с {\displaystyle n} вершинами и {\displaystyle m} рёбрами {\displaystyle m\leqslant 2n-4}, если скомбинировать формулу Эйлера {\displaystyle n-m+f=2} (здесь {\displaystyle f} — число граней планарного графа) с наблюдением, что число граней не превышает половины числа рёбер (поскольку любая грань имеет не менее четырёх рёбер и каждое ребро принадлежит ровно двум граням). При этом в графе {\displaystyle K_{3,3}}: {\displaystyle m=9} и {\displaystyle 2n-4=8}, что нарушает неравенство, так что этот граф не может быть планарным.
Неразрешимость задачи непосредственно следует из каждой из следующих важных теорем о планарных графах: теоремы Куратовского, согласно которой планарные графы — это в точности те графы, которые не содержат подграфов, гомеоморфных {\displaystyle K_{3,3}} и полному графу {\displaystyle K_{5}}, и теоремы Вагнера о том, что планарные графы — это в точности те графы, которые не содержат ни {\displaystyle K_{3,3}}, ни {\displaystyle K_{5}} в качестве минора, содержат в себе этот результат.

## Свойства K3,3
- Граф {\displaystyle K_{3,3}} является, как и все другие полные двудольные графы, хорошо покрытым, что означает, что все наибольшие независимые множества в этом графе имеют один и тот же размер. В этом графе имеется только два наибольших независимых множества — это доли двудольного графа, и очевидно, что они равны. {\displaystyle K_{3,3}} — это один из семи 3-регулярных 3-связных хорошо покрытых графов[4].

- Граф {\displaystyle K_{3,3}} является ламановым, что означает, что он образует минимальную структурную жёсткость[англ.], когда он вкладывается в плоскость (с пересечениями). Это пример минимального ламанова графа, в то время как другой непланарный граф {\displaystyle K_{5}} не является минимально жёстким.

## Вариации и обобщения

Изображение на торе.

Изображение с единственным скрещиванием.

- {\displaystyle K_{3,3}} является тороидальным, что означает возможность вложить его в тор. Эквивалентным утверждением является равенство рода графа {\displaystyle K_{3,3}} единице, откуда следует, что он не может быть вложен в поверхность с родом меньше единицы. Поверхность с родом равным единице эквивалентна тору.
  - В частности головоломка про домики и колодцы имеет решение на поверхности кружки (такие кружки даже можно увидеть в продаже).

- Проблема Заранкевича, также известная как задача о кирпичном заводе Пала Турана, задаёт более общий вопрос — найти формулу минимального числа скрещиваний в рисунке полного двудольного графа {\displaystyle K_{a,b}}, зависящую от чисел {\displaystyle a} и {\displaystyle b} двух долей графа. Граф {\displaystyle K_{3,3}} можно нарисовать всего с одним скрещиванием, но не с нулём, так что его число скрещиваний равно единице. Связана задача с тем, что во время войны Туран работал на кирпичном заводе, и от каждой печи к каждому складу была проведена узкоколейка. Вагонетки трудно толкать по скрещениям, отсюда и задача: как сделать, чтобы пересечений было поменьше.